# واگوت‌ها
واگوت‌ها (به لاتین Vagothae) یک گروه ژرمن بودند، که توسط تاریخ‌نگار بیزانسی ژوردانس به عنوان گروهی از مردم ژرمن که در Scandza زندگی می‌کردند معرفی شده و آن‌ها را به همراه گیت‌های ویکبولاندت و گت‌های گوتلاند که هر دو در سوئد بوده‌اند معرفی می‌کند. آنها به‌طور مختلف با دو مکان نامگذاری شده توسط ژوردانس، vastissimus lacus (بزرگترین دریاچه) و Vagi fluvens (رودخانه واگی) مرتبط دانسته می‌شوند. کارل زئوس حدس می‌زند که واگوت شکل ناصحیح واگوس است و آنها را با واگار که بعداً در دووره فیل نروژ ظاهر شدند مرتبط دانسته‌است. کارل مولنهوف نیز این واژه را اشتباه می‌دانست. او واژه‌های Augothi یا Avigothi (به نورس Eygutar) را پیشنهاد می‌کرد و آنها را ساکن اولاند می‌دانست.
به گفته زبان‌شناس لیتوانیایی کازیمیراس بوگا واگوت نام آلمانی‌ها و آلمان را در زبان‌های لیتوانیایی و لتونیایی (vokietis, vācietis و Vokia, Vācija) و گوتلاند را در فنلاندی و استونیایی (Vuojonmaa, Ojamaa "maa" = به معنای سرزمین) دانسته‌است. کنستانتین کارولیس، زبان‌شناس لتونیایی، که به خاطر دانشنامه ریشه‌شناسی لتونی (۱۹۹۲) شهرت دارد، ریشه‌شناسی دیگری را که مشابه زبان‌های اسلاوی است ارائه می‌دهد. نام ژرمنی‌ها ممکن است تقریباً به معنای "همسایه‌هایی باشد که به زبانی نامفهوم صحبت می‌کنند" و از wekʷ، ریشه ای نیا هندواروپایی به معنای صحبت کردن یا صدا کردن گرفته شده‌است، که باعث می‌شود توضیحات بوگا کمتر جذاب باشد.